# Port Louis
Port Louis az Indiai-óceánon fekvő egy nagyobb és több kisebb szigetből álló szigetállam, a Mauritiusi Köztársaság fővárosa.

## Fekvése
Port Louis a Mascarenhas-szigetekhez tartozó vulkanikus Mauritius sziget északnyugati partján fekszik, egy védett öböl partján.

### Éghajlat
A főváros kellemes, szavanna éghajlatú, az évi középhőmérséklet itt 24 °C, az örök nyarat idézi.
Mindezek ellenére mind a februári átlag 24 °C és az augusztusi átlag 22 °C hőmérséklet, és az évi 1200 mm csapadék eloszlása alapján jól elkülönül egymástól a decembertől májusig tartó meleg, esős nyár és az enyhébb, szárazabb tél.
| Hónap                                                  | Jan. | Feb. | Már. | Ápr. | Máj. | Jún. | Júl. | Aug. | Szep. | Okt. | Nov. | Dec. | Év   |
| ------------------------------------------------------ | ---- | ---- | ---- | ---- | ---- | ---- | ---- | ---- | ----- | ---- | ---- | ---- | ---- |
| Rekord max. hőmérséklet (°C)                           | 35,0 | 33,0 | 32,0 | 31,0 | 29,0 | 28,0 | 27,0 | 27,0 | 28,0  | 31,0 | 33,0 | 35,0 | 35,0 |
| Átlagos max. hőmérséklet (°C)                          | 31,5 | 31,4 | 31,5 | 30,7 | 29,3 | 27,6 | 26,7 | 26,8 | 27,7  | 28,8 | 30,2 | 31,1 | 29,4 |
| Átlagos min. hőmérséklet (°C)                          | 24,1 | 24,0 | 23,8 | 23,0 | 21,5 | 19,9 | 19,3 | 19,1 | 19,4  | 20,4 | 21,8 | 23,2 | 21,6 |
| Rekord min. hőmérséklet (°C)                           | 17,0 | 18,0 | 17,0 | 14,0 | 13,0 | 11,0 | 11,0 | 10,0 | 11,0  | 13,0 | 14,0 | 17,0 | 10,0 |
| Átl. csapadékmennyiség (mm)                            | 131  | 160  | 83   | 87   | 48   | 24   | 18   | 19   | 17    | 15   | 24   | 85   | 711  |
| Havi napsütéses órák száma                             | 248  | 226  | 217  | 240  | 248  | 210  | 217  | 217  | 240   | 279  | 270  | 279  | 2891 |
| Forrás: World Meteorological Organization, BBC Weather |      |      |      |      |      |      |      |      |       |      |      |      |      |

## Története
Mauritius szigete egészen a 16. századig lakatlan volt. Európa számára 1510-ben a portugál hajósok fedezték fel. Elsőként azonban az 1500-as évek végén a hollandok telepedtek meg itt.
Az 1735-ben létrehozott Port Louis alapítói a franciák voltak, akik XV. Lajos francia király után nevezték el a települést. A franciák Port Louis-t kikötőként használták, mivel a hajóiknak az Ázsia és Európa közötti útjuk során meg kellett kerülniük a Jóreménység-fokot.
A napóleoni háborúk idején, 1810-ben a britek elfoglalták Mauritiust, így a főváros is angol felhatóság alá került. Végül csak 1968-ban szabadult fel, amikor is gyors fejlődésnek indult.

## Gazdasága
Az 1800-as évek vége felé honosodott meg itt a cukornádtermelés, mely nagy lendületet adott a város fejlődésének. Az évente előállított nagy mennyiségű nyerscukrot mélyvizű kikötőjén keresztül exportálják. Port Louis Földünk egyik legsűrűbben lakott városa, kikötőjének környékén sorakozó üzemeire jut Mauritius ipari termelésének négyötöde.
A nagyobb üzemek elsősorban a cukornádat, a kisebbek a teát, a dohányt, a szizált és a tekintélyes halzsákmányt dolgozzák fel. Faipara a belső hegyvidéket borító trópusi őserdők nyersanyagát, elsősorban az ébenfát dolgozza fel. A kikötőben kisebb hajójavító is üzemel. A főváros energiaszükségletét a közeli kis folyókon létesített vízierőművek és a helyi kőolaj-finomítóra támaszkodó hőerőmű biztosítja.
Plaisance repülőtere nemzetközi járatok fogadására is alkalmas.

## Nevezetességek
- Parlament
- Anglikán templom
- Képtár
- Helytörténeti múzeum
- Blue Penny Múzeum, Postamúzeum

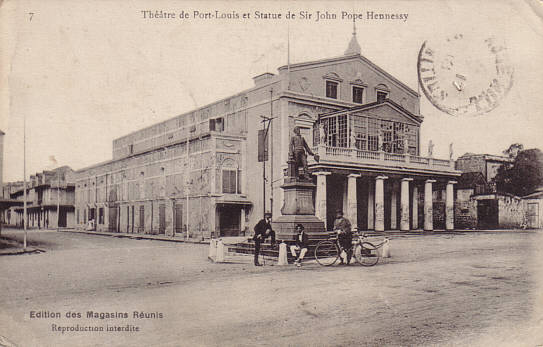
A színház 1900–1910 körül

- Seewoosagur Ramgoolam botanikus kert
- Színház
- Nemzeti Történelmi Múzeum
- Fort Adelaide vagy la Citadelle (erődítmény, kilátó)
- Central Market (központi piac)
- Champs de Mars (lóversenypálya)
- Worldwide Mask Múzeum (törzsi maszkok a világ minden tájáról)
- Kínai negyed
- La Corderie és Desforges Street (olyan utcák, amelyek egyetlen termékfajta kereskedelmére szakosodtak)
- The Natural History Múzeum (Természettudományi Múzeum), ahol kihalt állatfajok tekinthetők meg; a dodónak (a sziget címerállata) és egyéb madárfajnak az életét mutatja be a 17. századtól kezdve
- 50 000 kötetes könyvtár
- Casino
- Domaine les Pailles (a 300 évvel ezelőtti Mauritius bemutatása 800 hektáron)
- Eureka Creol House (kreol stílusú ház, amely 1830-ban épült)
- Pamplemousses Botanical Garden (arborétum)
- Cap Malheureux - Szerencsétlenség-fok (1810-ben az angolok itt léptek először a szigetre)
- Cap Malheureux Chapapel (kápolna, katolikus templom)
- La Nicoliére tó
- La Pouce Mountain (811 m magas)
- Pieter Both (824 m magas)

## Galéria

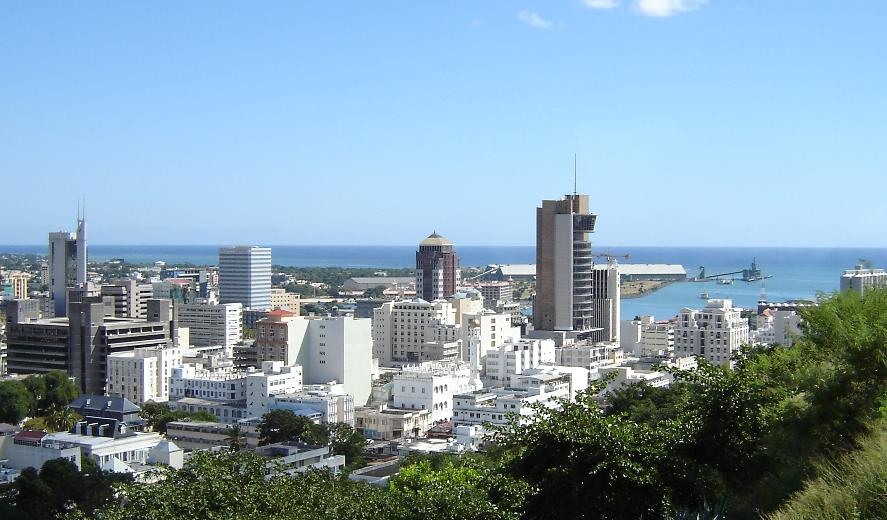
Port Louis látképe
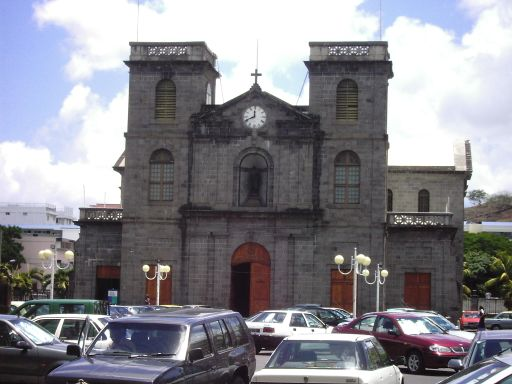
A katedrális
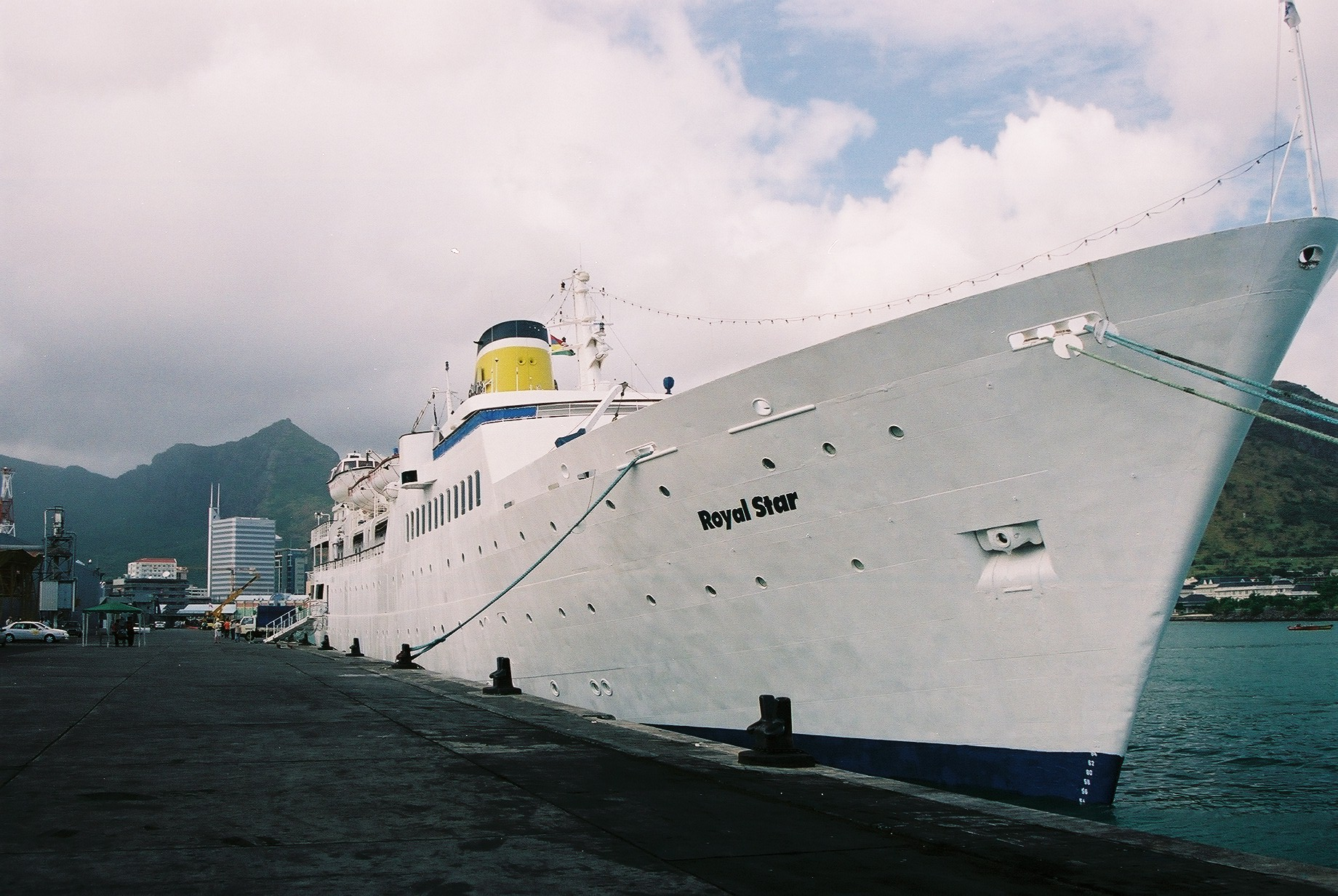
Egy hajó a kikötőben